# São Sepé
São Sepé é um município brasileiro do estado do Rio Grande do Sul, localizado na região central do estado, distante 265 quilômetros da capital Porto Alegre. Sua população, conforme estimativas do IBGE de 2018, era de 23 690 habitantes.

## Geografia

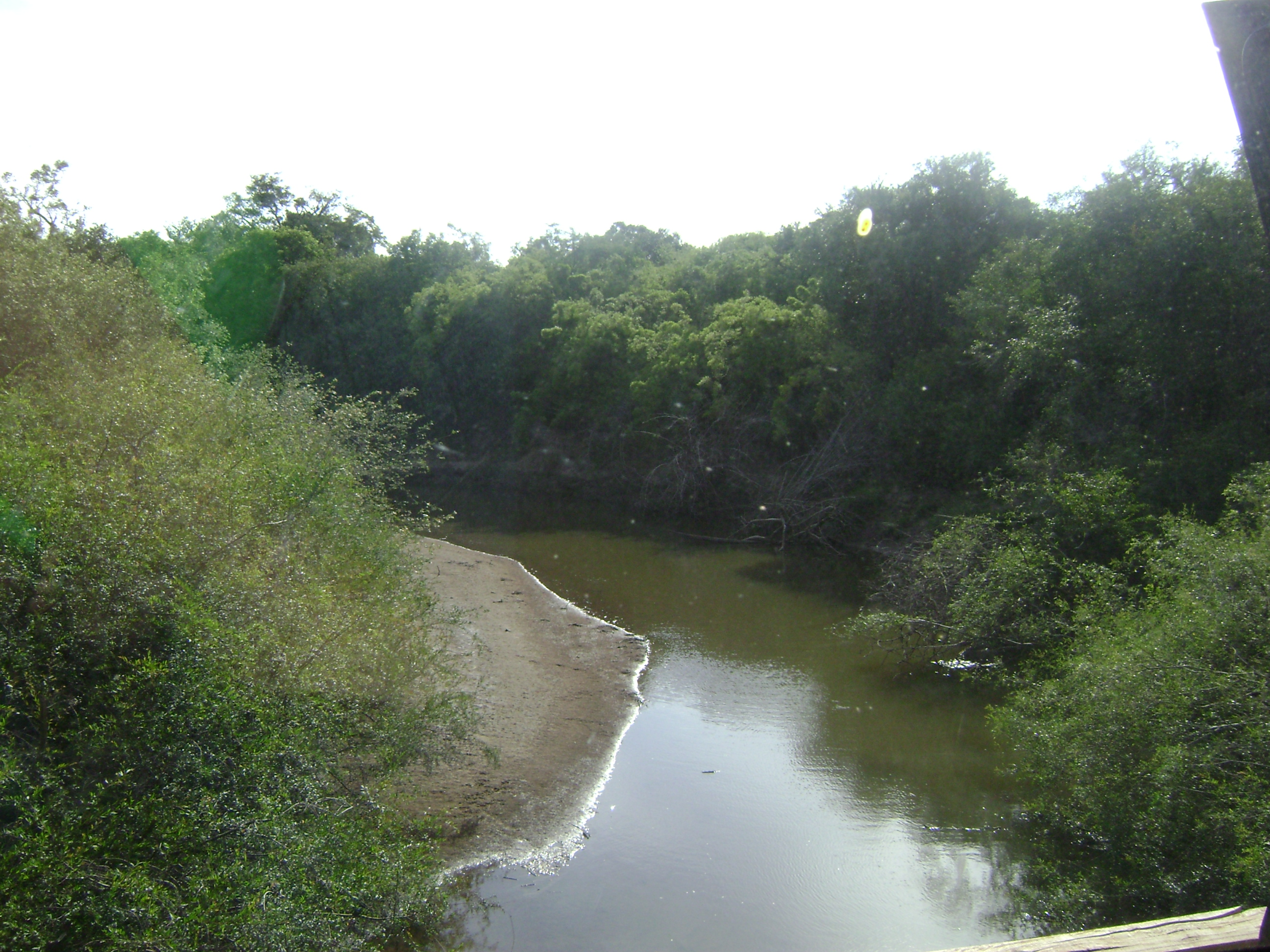
Rio São Sepé.

São Sepé fica na região central do Rio Grande do Sul, a 265 Km de Porto Alegre. Faz parte da microrregião geográfica de Santa Maria que compreende, além de São Sepé, os municípios de Cacequi, Dilermando de Aguiar, Itaara, Jaguari, Mata, Nova Esperança do Sul, Santa Maria, São Martinho da Serra, São Pedro do Sul, São Vicente do Sul, Toropi e Vila Nova do Sul. Localiza-se a uma latitude 30º09'38" sul e a uma longitude 53º33'55" oeste, estando a uma altitude média de 85 metros.

## Economia
A economia do município é baseada nas atividades agropastoris, com destaque para as culturas do arroz, soja (mais expressivas) e milho. Na pecuária destacam-se as criações de gado de corte e leite. E também a área de serviços tem uma fatia importante da economia. Porém, São Sepé assiste a uma debandada populacional para os centros maiores, especialmente por parte dos jovens, que buscam formação profissional nas universidades das cercanias, além de melhor infraestrutura médica.

## Turismo

### Fogo de chão
Na Fazenda Boqueirão, em São Sepé, o fogo de chão é mantido aceso desde o início do século XIX, há mais de 200 anos. Portanto, ao redor desse fogo, os gaúchos que lidavam com o gado se aconchegavam contra o frio, passavam o chimarrão de mão em mão e tomavam decisões. A família Simões Pires, agora na sexta geração, mantém esse fogo de chão permanentemente aceso, alimentado por toras de madeira de lei chamadas guarda-fogo. Localizada no hoje distrito de Vila Block, a propriedade rural de São Sepé é o centro de romarias nativistas e tradicionalistas para cultuar essa chama que não se apaga.

### Centro Cultural Diolofau Brum
O Centro Cultural Diolofau Brum é uma das homenagens que São Sepé prestou à Diolofau Brum, um farmacêutico e escritor autodidata, reconhecendo seu talento e o incentivo que sempre deu às artes, aos talentos e à cultura de sua terra natal. Possui Biblioteca Pública com acervo de mais de 20.000 livros, Museu Municipal e Auditório com 166 lugares. É propriedade da Fundação Cultural Afif Jorge Simões Filho.

### Subdivisões
Atualmente, é dividido em cinco distritos (Sede, Cerrito do Ouro, Jazidas, Vila Block e, Tupanci), seis vilas, e quinze bairros.:59-60 Antes disso, passou por reformulações administrativas diversas. Na divisão administrativa de 1911 possuía quatro distritos: São Sepé, Cerrito do Ouro, Formigueiro e Santa Bárbara. Em 1920, acrescentou-se o de São João. Já em 1950 foi reduzido a dois distritos - Sede e Formigueiro. Em 1960 eram três- São Sepé, Formigueiro e Vila Block. Já em 1963, Formigueiro tornou-se município. Em 1969, possuía novamente três distritos: Sede, Vila Block e Vila Nova.:99
Nome
Existem duas histórias para a origem do nome de São Sepé, segundo a narrativa de origem popular e sugerida pelo historiador Aurélio Porto dada a presença de índios Guarani, o nome da cidade de São Sepé seria uma homenagem ao líder indígena Sepé Tiaraju, a cidade fundada no século XIX, teria adotado o nome em reconhecimento à sua luta contra a ocupação ibérica. A outra versão, apoiada pelo historiador Paulo Xavier  afirma que São Sepé teve origem em uma estância missioneira já existente em 1751, chamada San Sepé e que o nome São Sepé que se atribuiu ao município não em relação direta com o índio Sepé Tiaraju.